# Tall Aran
Tall Aran (arab. تل عرن) – miasto w Syrii, w muhafazie Aleppo. W 2004 roku liczyło 17 767 mieszkańców.